# SuperFerry 9
El SuperFerry 9 fue un transbordador propiedad de la compañía de transporte filipina Aboitiz Transport System Corp (ATSC) y operado por sudivisión SuperFerry. Aproximadamente a las 9 am del domingo 6 de septiembre de 2009, se hundió frente a la costa suroeste de la península de Zamboanga con un total de 971 pasajeros y tripulantes a bordo.
El ferry viajaba desde la ciudad sureña de General Santos a la ciudad de Iloilo en el centro de Filipinas y zozobró al otro lado de la península de la ciudad de Zamboanga.
El martes 8 de septiembre de 2009 se informó del rescate del último pasajero desaparecido y los funcionarios de respuesta al desastre proporcionaron cifras más actualizadas. Las cifras de defensa civil fueron corregidas la noche siguiente por los propietarios del barco.
A las 18 horas del miércoles 9 de septiembre de 2009, «se ha contabilizado el paradero de 961 miembros de la tripulación y pasajeros. Lamentablemente, hay 10 muertos. No es posible encontrar coincidencias físicas entre los 10 nombres que figuran en el manifiesto oficial, pero también hemos rescatado y contabilizado físicamente a 10 personas cuyos nombres no figuran en el manifiesto».

## Hundimiento

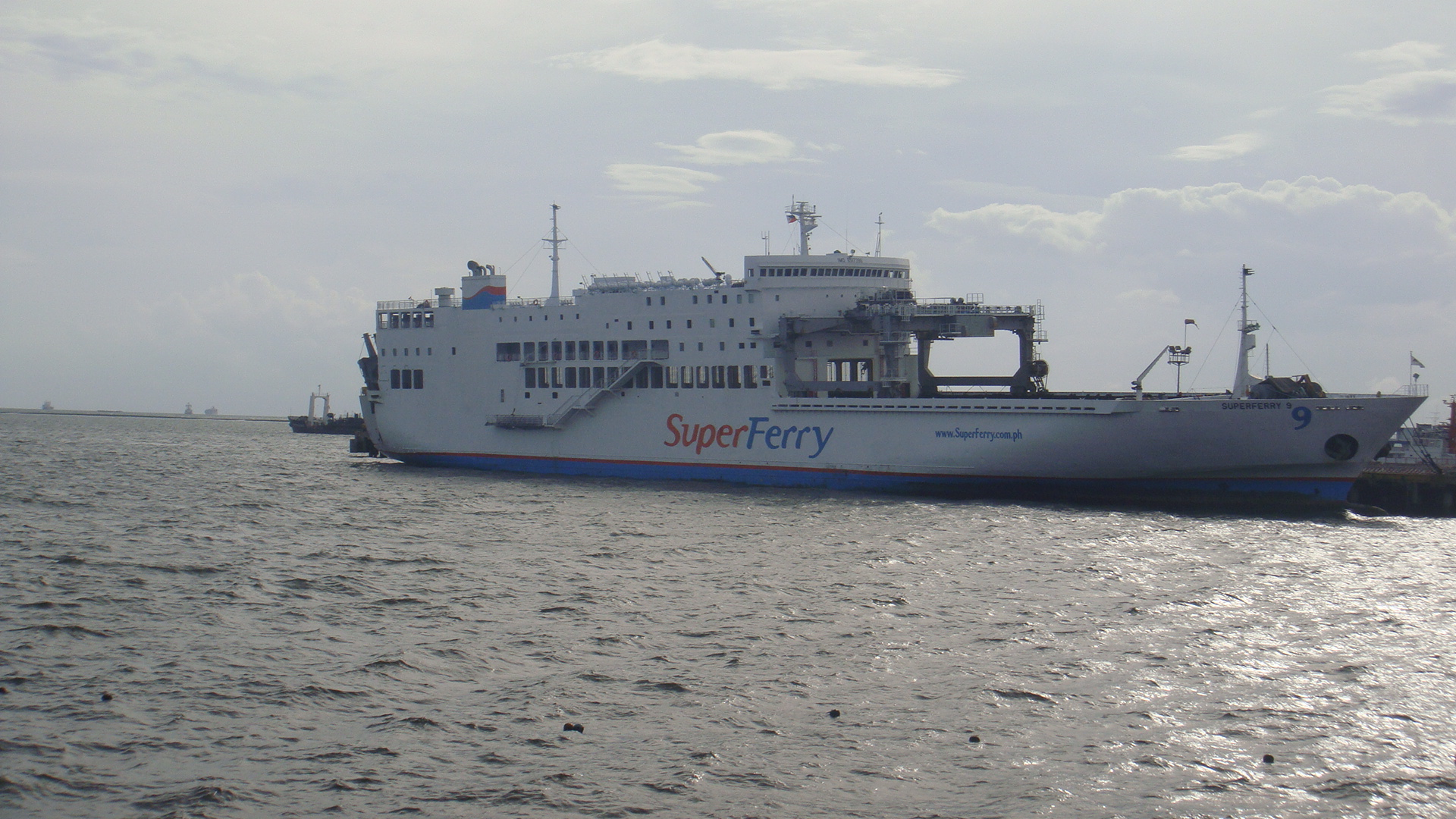
El SuperFerry 9 en junio de 2009.

El 6 de septiembre de 2009, el SuperFerry 9 se hundió frente a la costa sudoeste de la península de Zamboanga con 971 personas a bordo. El ferry viajaba desde la ciudad sureña de General Santos hasta la ciudad de Iloilo, en el centro de Filipinas, y naufragó a unos 150 kilómetros de la ciudad de Zamboanga.
A continuación se muestra una cronología de los eventos (todas las horas locales).
- A las 8:45 am del 5 de septiembre de 2009, el SuperFerry 9 salió de General Santos con destino a la ciudad de Iloilo.
- Entre las 3:00 y las 4:00 horas del 6 de septiembre de 2009, el capitán José Yap envió una señal de socorro indicando que el barco se estaba escorando hacia estribor. Una hora después, ordenó a los pasajeros que abandonaran el barco.[6][7] El capitán Yap se encontraba entre los rescatados en el desastre.
- A las 5:20 horas llegó al lugar del incidente el MV Myriad, un carguero también propiedad de Aboitiz, para prestar ayuda. Después de una hora, la mitad de los pasajeros ya habían sido desembarcados del SuperFerry 9 y habían subido a varias balsas salvavidas.[7]
- El SuperFerry 9se hundió alrededor de las 9:00 am, casi cinco horas después de que se envió la primera llamada de socorro.

Inicialmente, la Guardia Costera informó que el barco desarrolló problemas con el generador tan pronto como partió hacia Iloilo. Según el jefe de la Guardia Costera, el almirante Wilfredo Tamayo, los informes iniciales indicaron que el generador del SuperFerry 9 fluctuó varias veces. Los pasajeros habían informado de fuertes ruidos de choques y sugirieron que los contenedores de carga se habían movido en la bodega dañando el casco.
El 7 de septiembre de 2009, un piloto militar informó de la existencia de una mancha de petróleo en la zona donde se hundió el SuperFerry 9. Se envió un buque de contención a la zona. Se cree que el buque se hundió en el lecho marino a unos 18 kilómetros de la costa, a una profundidad de unos 5.000 metros.
Como consecuencia del hundimiento, el 7 de septiembre MARINA emitió una orden de suspensión, dejando en tierra a toda la flota de ATSC. Sin embargo, la compañía impugnó con éxito la orden de dejar en tierra a toda la flota.